# Windows Template Library
A Windows Template Library (WTL) é uma biblioteca de rotinas livre orientada a objetos em C++ para o desenvolvimento para a plataforma Win32. Foi criada por Nenad Stefanovic da Microsoft para uso interno na empresa, e posteriormente lançada como uma ferramenta auxiliar do Visual Studio. Seu objetivo primordial era servir como uma alternativa leve para a Microsoft Foundation Classes.

## Estrutura
A WTL fornece suporte para a implementação de diversos elementos de interface, como janelas, caixas de diálogo, caixas de rolagem e barras de ferramenta.  Seu objetivo é fornecer código pequeno e eficiente, próximo em tamanho e velocidade aos programas desenvolvidos cruamente com o plataforma de desenvolvimento da Win32, ainda que fornecendo um modelo de mais alto nível e flexível para os desenvolvedores.

## Licença
A licença original da WTL era similar à usada pela Microsoft Foundation Classes, ainda que não tivesse restrições de uso e distribuição. Em 2004 a Microsoft publicou todo o código fonte em Common Public License, lançando ao público através do SourceForge. Desde a versão 7.5, a biblioteca possui licença dual sob Microsoft Permissive License.